# クルーベ・ジ・レガタス・ブラジル
クルーベ・ジ・レガタス・ブラジル (ポルトガル語: Clube de Regatas Brasil) 、通称CRBは、ブラジル・アラゴアス州・マセイオを本拠地とするサッカークラブである。最大のライバルは同じマセイオに本拠地を置くCSA。
かつて三浦知良が所属していた。
チームのマスコットはエリフコウカンチョウ（襟斑紅冠鳥、Galo de campina）である。

## 歴史
1912年、クルーベ・アラゴアーノ・ジ・レガタスのメンバーであったラファイエッテ・パチェコにより設立された。
1913年、アロルド・カルドソ・ザガロ (マリオ・ザガロの父) が管理部長に就任した。

## CSAとのダービーマッチ
CRBとCSAは伝統的にライバル関係にあり、両者の対戦はダービーと呼ばれる。
対戦成績
- 対戦回数 : 474
- CRBの勝利 : 171
- 引き分け : 156
- CSAの勝利 : 148
- CRBの得点 : 579
- CSAの得点 : 606

最大差勝利試合 : 6-0 (1939年10月1日開催)
この試合は"ジョゴ・ダ・ソフィア" (Jogo da Sofia、ソフィアの試合) と呼ばれている。ソフィアはCRBの選手が所有していたヤギの名前で、ジョゴ・ド・ビッショ(Jogo do Bicho、動物レースによる違法賭け事) でのソフィアの番号が6だったことにちなむ。

## タイトル

### 国内タイトル
- カンピオナート・アラゴアーノ：29回
  - 1927, 1930, 1937, 1938, 1939, 1940, 1950, 1951, 1961, 1964, 1969, 1970, 1972, 1973, 1976, 1977, 1978, 1979, 1983, 1986, 1987, 1992, 1993, 1995, 2002, 2012, 2013, 2015, 2016

- トルネイオ・ジョゼ・アメリコ・フィーリョ：1回
  - 1975

### 国際タイトル
なし

## 過去の成績
| セリエA優勝 | セリエA準優勝 | 上位リーグ昇格 | 下位リーグ降格 |
| シーズン | リーグ  | 順位 | 勝点 | 試合数 | 勝 | 分 | 敗 | 得点 | 失点 |
| -------- | ------- | ---- | ---- | ------ | -- | -- | -- | ---- | ---- |
| 2007     | セリエB | 8位  | 53   | 38     | 15 | 8  | 15 | 54   | 61   |
| 2008     | セリエB | 20位 | 24   | 38     | 5  | 9  | 24 | 35   | 72   |
| 2009     | セリエC | 16位 | 6    | 8      | 2  | 0  | 6  | 8    | 12   |
| 2010     | セリエC | 11位 | 11   | 8      | 3  | 2  | 3  | 8    | 11   |
| 2011     | セリエC | 2位  | 23   | 16     | 6  | 5  | 5  | 15   | 22   |
| 2012     | セリエB | 17位 | 42   | 38     | 12 | 6  | 20 | 47   | 67   |
| 2013     | セリエC | 10位 | 32   | 20     | 9  | 5  | 6  | 24   | 17   |
| 2014     | セリエC | 4位  | 34   | 22     | 9  | 7  | 6  | 27   | 22   |
| 2015     | セリエB | 11位 | 54   | 38     | 15 | 9  | 14 | 47   | 45   |
| 2016     | セリエB | 7位  | 58   | 38     | 17 | 7  | 14 | 57   | 54   |
| 2017     | セリエB |      |      |        |    |    |    |      |      |

## 歴代監督
- セホーン 1994
- ジョアン・カルロス 2007, 2008

## 歴代所属選手
- 三浦知良 1987
- マルキーニョス・パラナ 1998-2001
- シュウェンク 1999-2001, 2013
- オビナ 2003
- ゼ・カルロス 2004, 2015, 2016-
- ドゥグラス 2005
- エニーニョ 2006
- アドリアーノ 2006
- ロチャ 2006

- レイナルド 2007
- ルイス・グスタヴォ 2007
- ロベルト・フィルミーノ ?-2008 ※下部組織
- アタリバ 2007
- トジン 2008
- ロドリゴ・バタタ 2010
- ジャディウソン 2012
- エウシーニョ 2012
- アフォンソ 2013
- カイオ・セザール 2024-